# Goeppertia orbifolia
Гоппертія орбіфолія (Goeppertia orbifolia, також відома як калатея орбіфолія) — декоративно-листяна рослина з родини Марантові (Marantaceae). Рідним ареалом є Східна Бразилія. Росте переважно у вологому тропічному біомі. Має велике блискуче зелене листя зі сріблясто-зеленими смугастими круглими смугами.

## Опис
Видова назва orbifolia походить від латинського слова orbis, що означає «коло», та folium, що означає «листок».
Рослина компактна, щільна, колоноподібна, утворює прямостоячі кущі, які виростають до 60-90 см заввишки та 30-60 см завширшки. Кожен листок може мати ширину до 30 см. Фон листа — темно-зелений, підкреслений сріблясто-зеленими смугами. Нижня сторона листової пластинки блідо-зелена або срібляста. Квіти дрібні та білі.
Вирощується переважно як декоративна кімнатна рослина. Потребує яскравого розсіяного світла або півтіні, високої вологості повітря (не менше 60 %), температури 18–24 °C і добре дренованого, злегка кислого ґрунту. Рекомендований спосіб розмноження — поділ куща.
Основні проблеми під час вирощування пов'язані з умовами утримання: коричневі кінчики листя виникають через низьку вологість або використання водопровідної води, пряме сонячне світло може спричинити опіки, а надмірний полив — загнивання коренів. Можливі також ураження борошнистими червцями, павутинними кліщами та попелицями.

### Галерея

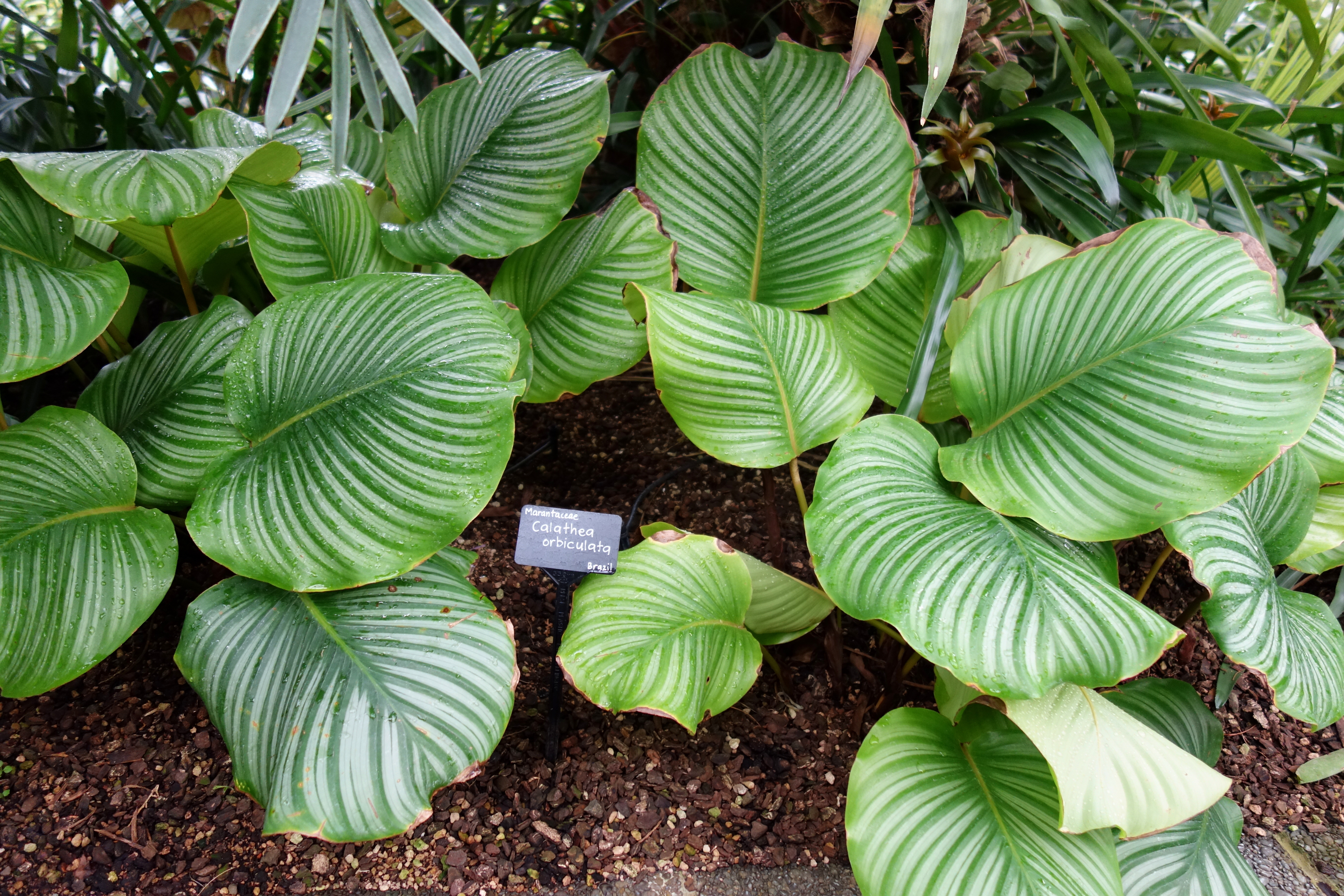
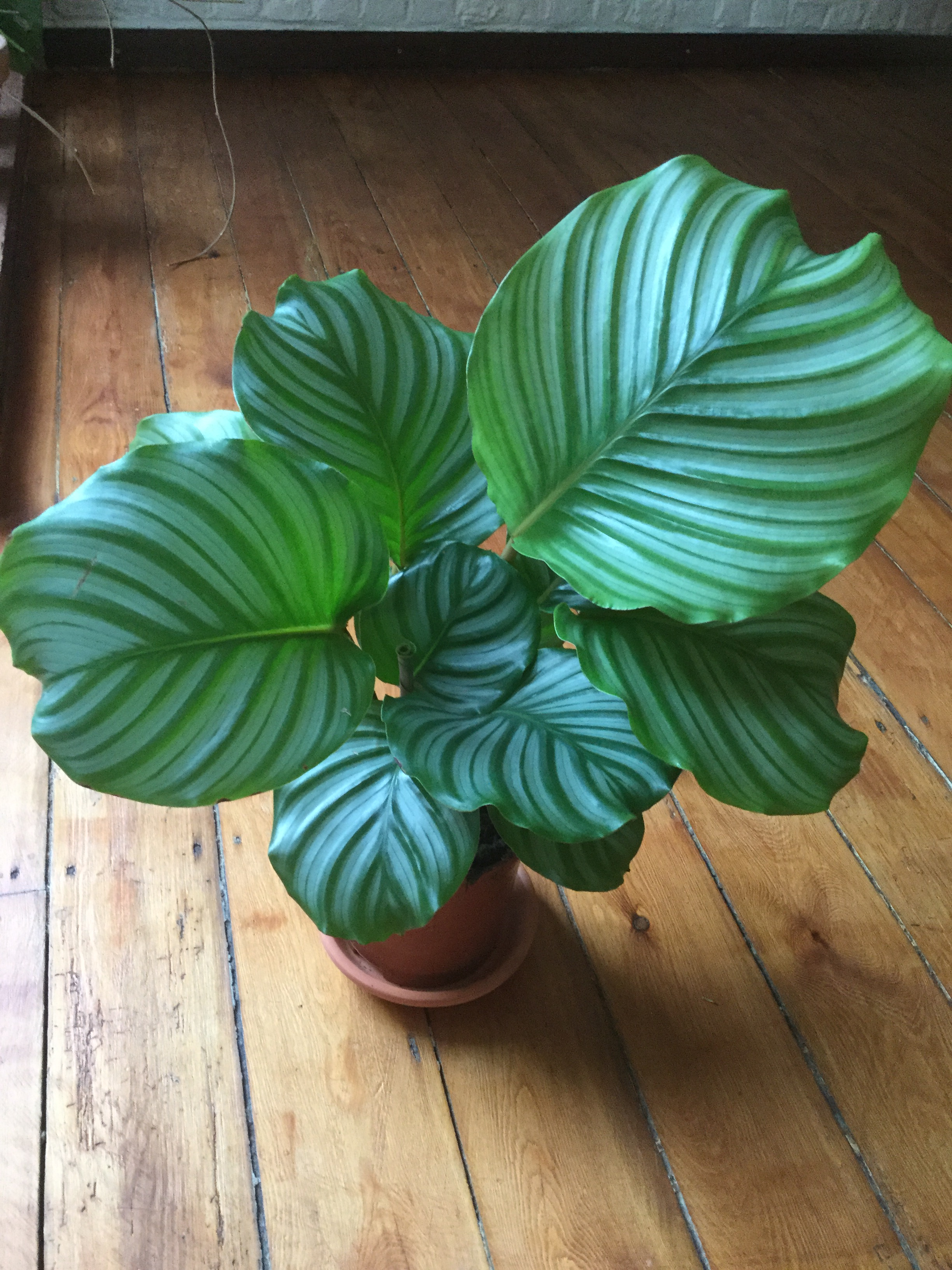
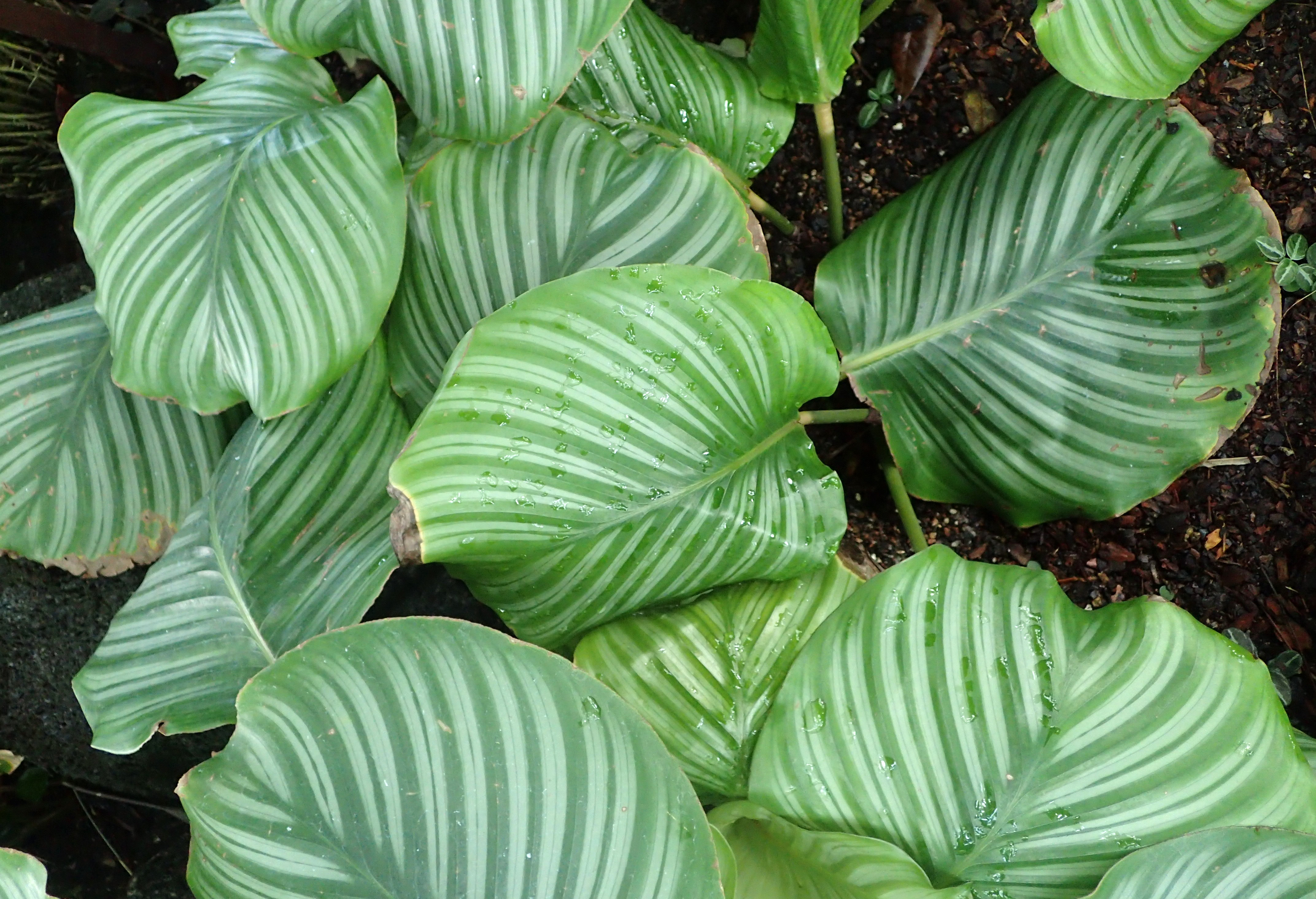